# Écluse de Blake
L'écluse de Blake est une écluse située sur la rivière Kennet à Reading, dans le Berkshire, en Angleterre. C'est sur le court tronçon de la rivière Kennet qui est administrée comme si elle faisait partie de la Tamise et est donc détenue et gérée par l'Agence de l’environnement (en).

## Histoire
Le premier mile de la Kennet à partir de sa jonction avec le fleuve Tamise est navigable depuis le XIIIe siècle. L'écluse de Blake était à l'origine un pertuis appelé Brokenburglok. En 1404, l'abbé de l'abbaye de Reading, qui avait le contrôle de la rivière Kennet, conclut une entente avec la corporation de la ville pour permettre à l'artisanat de passer par l'écluse entre le lever et le coucher du soleil contre le paiement d'un péage d'un penny. En 1794, peu de choses avait changé, John Rennie, l'ingénieur du canal Kennet et Avon la décrivant comme « une très mauvaise et incommode inébranlable écluse »,.
L’écluse fut converti en une écluse construit en 1802 pour améliorer la navigation de la Tamise vers la rivière Kennet permettant aux bateaux de voyager jusqu’à la région de Bristol. L’écluse conserve ses barres de manœuvre manuelles (pas celles d’origine, de nouvelles barres furent installées en 2006), en évitant le progrès vers l'énergie hydraulique,,.

## Musée Riverside à l'écluse de Blake
À côté de l’écluse se trouve le musée Riverside de l'écluse de Blake qui raconte l'histoire de deux rivières de Reading - la Kennet et la Tamise. Le musée occupe deux anciens bâtiments industriels, la Screen House et la Turbine House. On peut y voir une roulotte et des informations sur les Roms, une roue à aubes de moulin médiéval, une ancienne turbine conservée, et des expositions d'art saisonnières.